# River Gallo
River Gallo es una persona no binaria profesional de la actuación, cineasta, modelo y activista por los derechos intersexuales de origen salvadoreño-estadounidense. Guionizó, dirigió y actuó en el cortometraje de 2019 Ponyboi, el cual se convirtió en la primera película de la historia en presentar a un personaje intersexual interpretado por una persona intersexual.

## Biografía
Gallo nació y creció en Nueva Jersey. Cuando cumplió 12 años se enteró de que había nacido sin testículos, aunque el médico no le dijo que era intersexual. El doctor le dijo que necesitaría empezar una terapia hormonal y una cirugía para implantarle testículos prostéticos cuando cumpliera dieciséis años para que "pareciera y se sintiera como un hombre normal". Desde entonces, ha hablado abiertamente sobre el fin de las cirugías cosméticas innecesarias realizadas en niños con genitales atípicos que no tienen la edad suficiente para dar su consentimiento informado .
Gallo aprendió sobre el término "intersexual" y que se aplicaba a su propia persona mientras escribía su tesis de maestría. Gallo es una persona no binaria y queer. Vive en Los Ángeles, California.

## Carrera
Gallo dejó Nueva Jersey para estudiar actuación en la Universidad de Nueva York, donde se formó en el ala de teatro experimental de la Tisch School of the Arts. Después de graduarse de la licenciatura, asistió a la USC School of Cinematic Arts de la Universidad del Sur de California y obtuvo su maestría. Gallo creó el cortometraje Ponyboi como su tesis de maestría mientras estaba en la USC. La película trata sobre un fugitivo latino intersexual en Nueva Jersey que trabaja de día en una lavandería y de noche como trabajador sexual. El día de San Valentín, Ponyboi conoce y se enamora de un hombre y comienza a superar su traumático pasado. Mientras escribía el guion de la película, Gallo descubrió el término "intersexual" y se dio cuenta de que le describía. Gallo codirigió la película junto con su compañera de clase de la USC, Sadé Clacken Joseph. La película está producida por el productor ejecutivo Stephen Fry y los coproductores Emma Thompson y Seven Graham. La película ha sido proyectada en diversos festivales, incluyendo el BFI Flare: Festival de Cine LGBTIQ+ de Londres y el Festival de Cine de Tribeca.
Gallo fundó y se encarga de la dirección ejecutiva de la productora Gaptoof Entertainment. En 2019, ganó la Beca GLAAD Rising Star, que dijo que tenía la intención de usar para guiar a los estudiantes LGBTQIA+ en las escuelas públicas de Los Ángeles. También se le incluyó en la lista de "Queers más emocionantes para seguir en Instagram en 2019" de Out y en la lista de "100 personas que se apoderan de 2019" de Paper.
En 2020, Gallo actuó en un episodio de la serie de drama adolescente original de Hulu Love, Victor, una serie spin-off de la película Love, Simon de 2018. Gallo aparece en el episodio 8, "Boys' Trip", como el personaje de Kim, que es une de los varios compañeros de cuarto LGBT de Simon. En 2023 apareció en el documental Every Body relatando sus experiencias como persona intersexual.

## Activismo
Gallo es activista por los derechos de las personas intersexuales y se ha pronunciado sobre cuestiones que incluyen la cirugía innecesaria en niños intersexuales. Ha apoyado el proyecto de ley 201 del Senado de California, que prohibiría a los médicos realizar cirugías cosméticas en niños con genitales atípicos hasta que tengan la edad suficiente para dar su consentimiento informado.

## Filmografía

### Cine
| Año  | Título     | Rol         | Notas                  |
| ---- | ---------- | ----------- | ---------------------- |
| 2023 | Every Body | River Gallo |                        |
| 2024 | Ponyboi    | Ponyboi     | También como guionista |
| 2025 | Fixed      | Frankie     | Voz                    |

### Televisión
| Año  | Título                | Rol | Notas                         |
| ---- | --------------------- | --- | ----------------------------- |
| 2014 | The Heart, She Holler |     | Episodio: "Congroined Hearts" |
| 2020 | Love, Victor          | Kim | Episodio: "Love, Victor"      |